# Noorderbrug (Maastricht)
De Noorderbrug is een verkeersbrug over de rivier de Maas in de Nederlandse stad Maastricht. De brug is onderdeel van de 'Randweg-Noord'. Aan de zuidzijde bevindt zich een vrijliggend fiets- en voetpad.

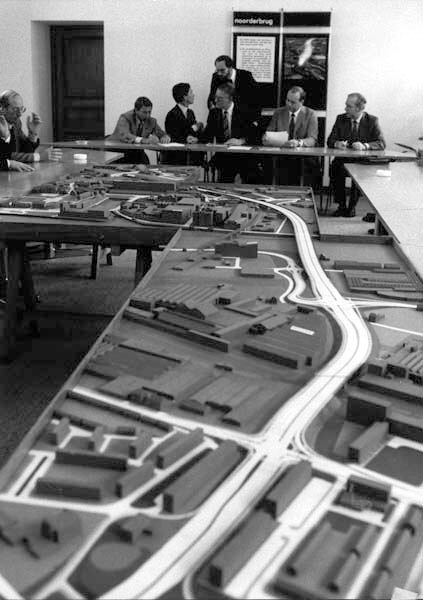
Maquette en ondertekening aanbesteding, 1981

## Geschiedenis

### Bouw van de brug
De wens voor een noordelijke brug, die samen met de John F. Kennedybrug de ringweg rond het stadscentrum zou sluiten, bestond in Maastricht al sinds de jaren 1950. De 'zuiderbrug' kwam in 1968 gereed; voor een noordelijke brug was geen geld. De financiering werd pas mogelijk nadat eind jaren 1970 gelden beschikbaar kwamen in het kader van de zogenaamde Perspectievennota Zuid-Limburg, een overheidsregeling ter compensatie van de mijnsluitingen in Zuid-Limburg. De aanbesteding van de nieuwe brug over de Maas vond plaats op 25 november 1981. Op 15 november 1984 werd de brug officieel geopend voor het verkeer.
Van oost naar west telde de weg twee rijstroken, van west naar oost drie rijstroken. De brug sloot op de westelijke oever van de Maas aan op de Frontensingel en op de oostelijke oever op de Viaductweg. Op de westoever waren er tevens directe op- en afritten naar de Bosscherweg, waarvan de zuidelijke lus om het hoogteverschil te overwinnen bestond uit een 360-gradenbocht (de 'krul').

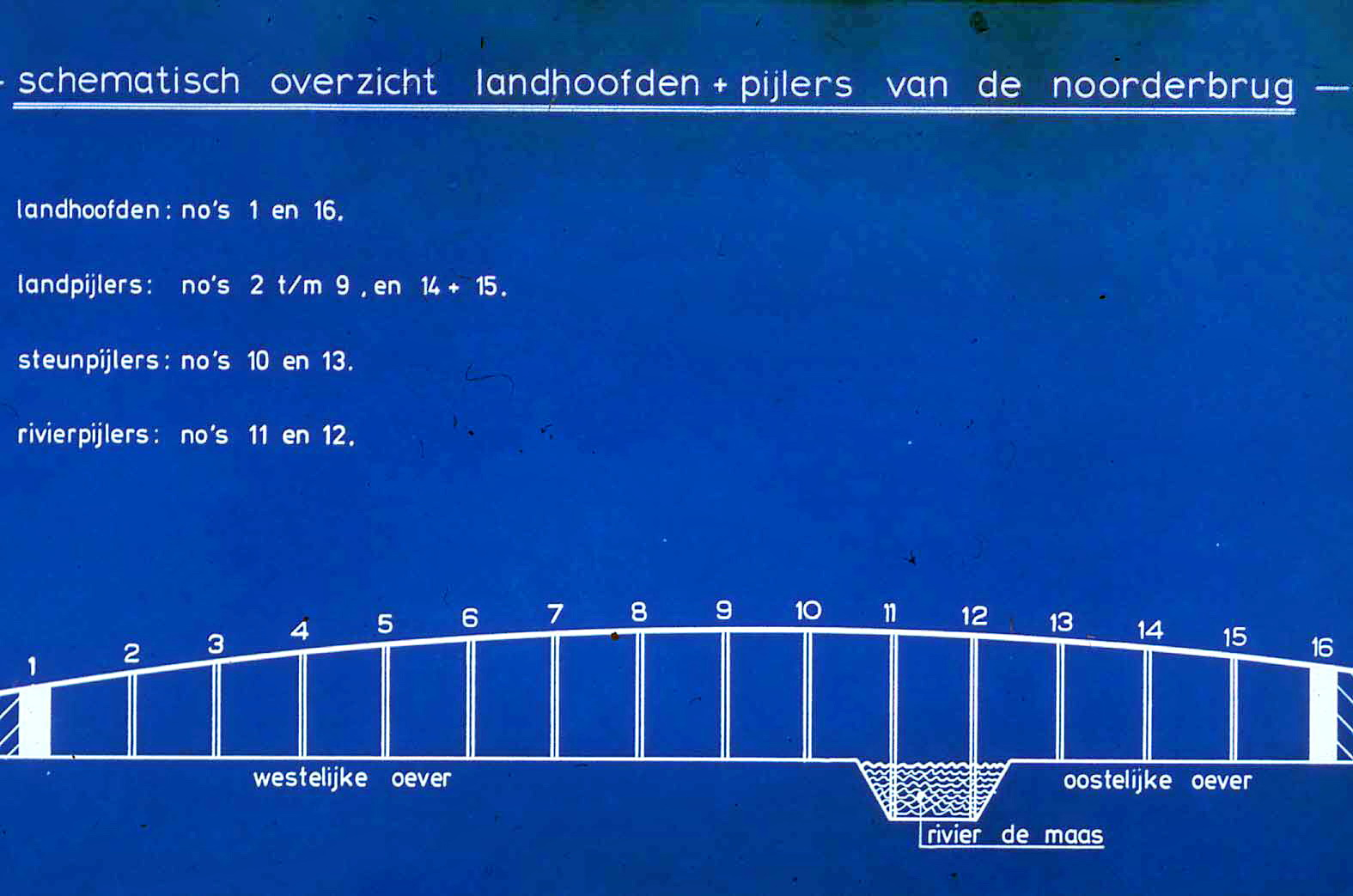
Pijlerschema brug en aanlandingen
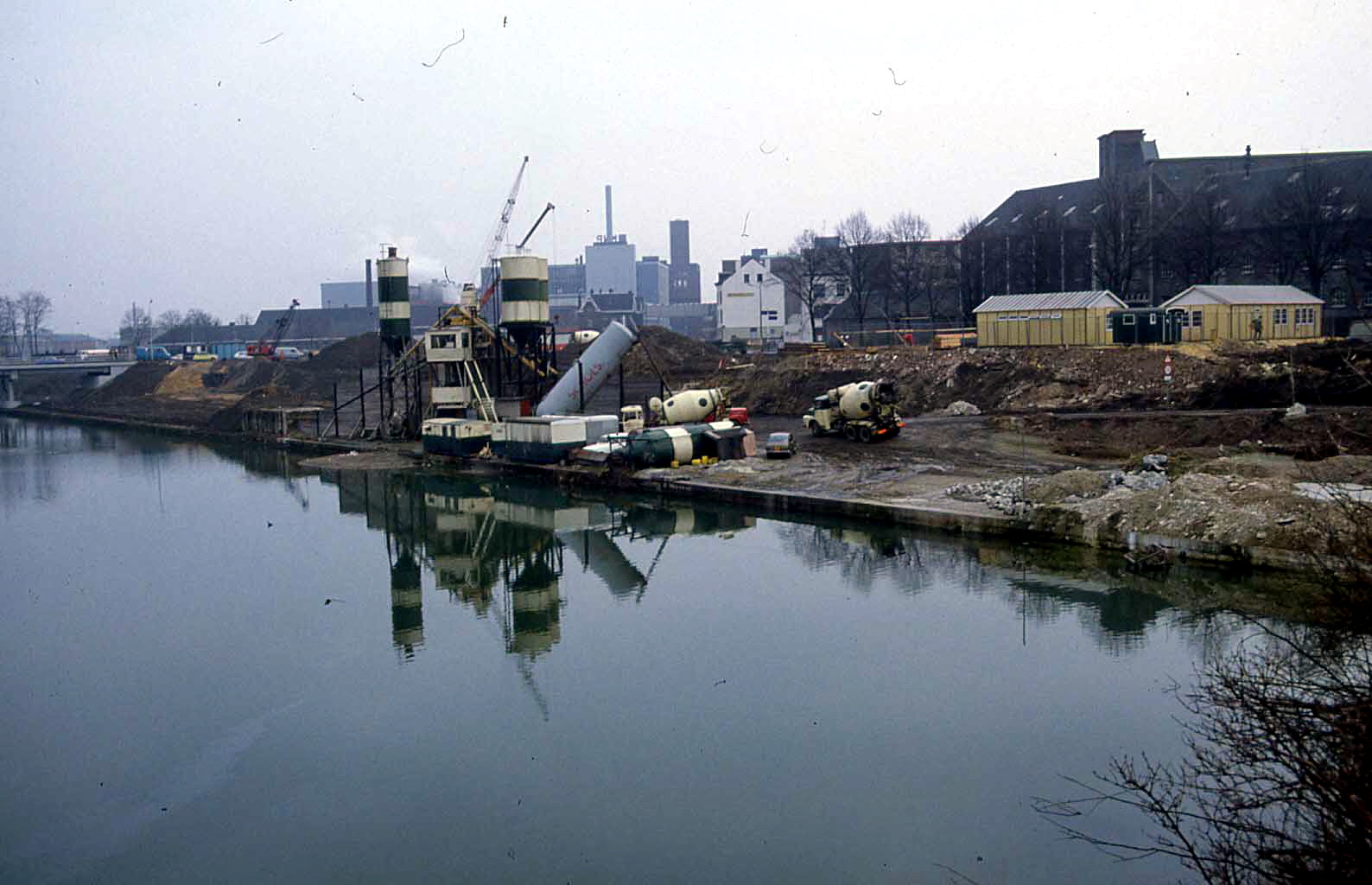
Werkzaamheden aan de Havenkom, februari 1982
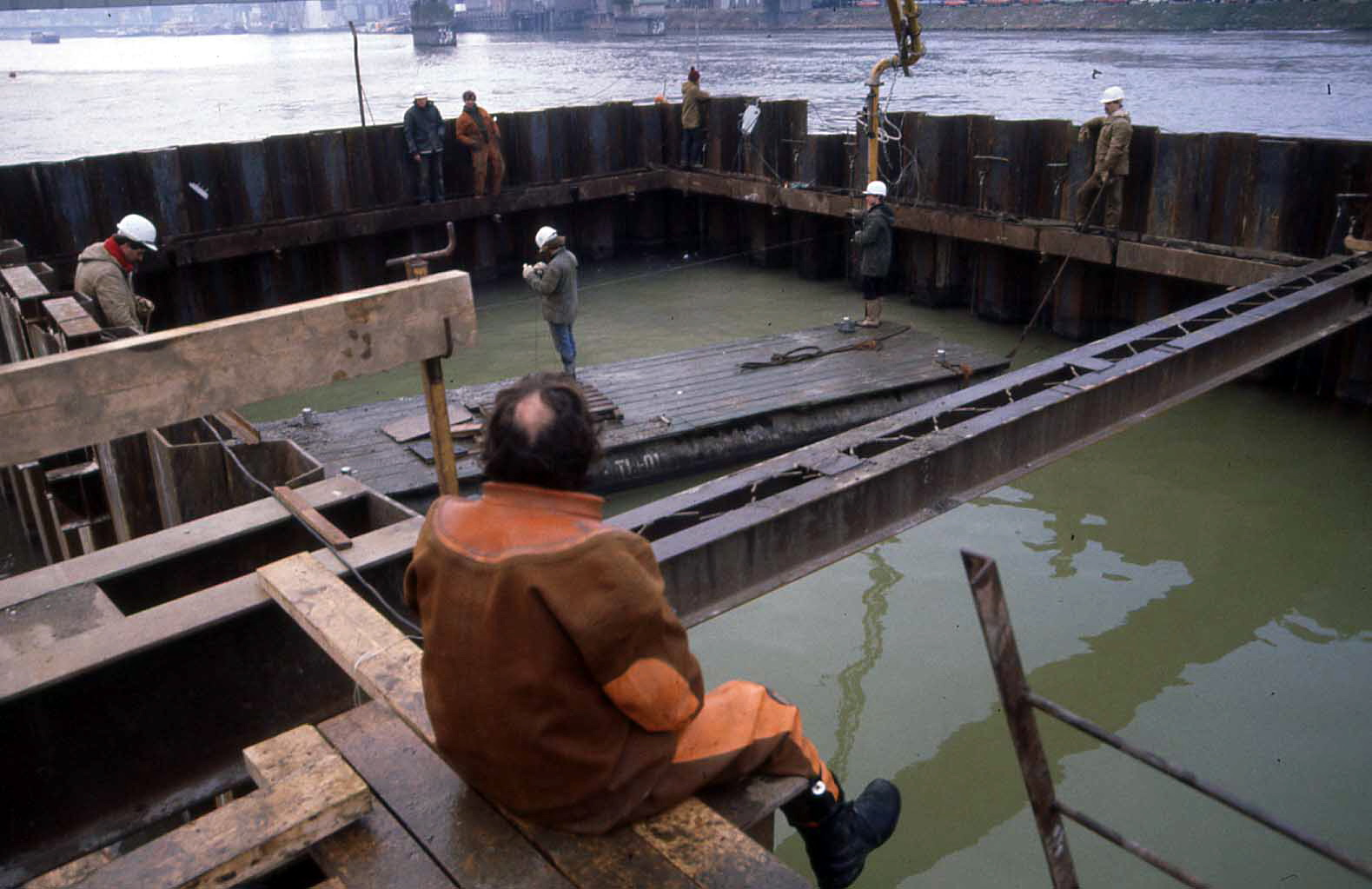
Bouw van een brugpijler, februari 1983
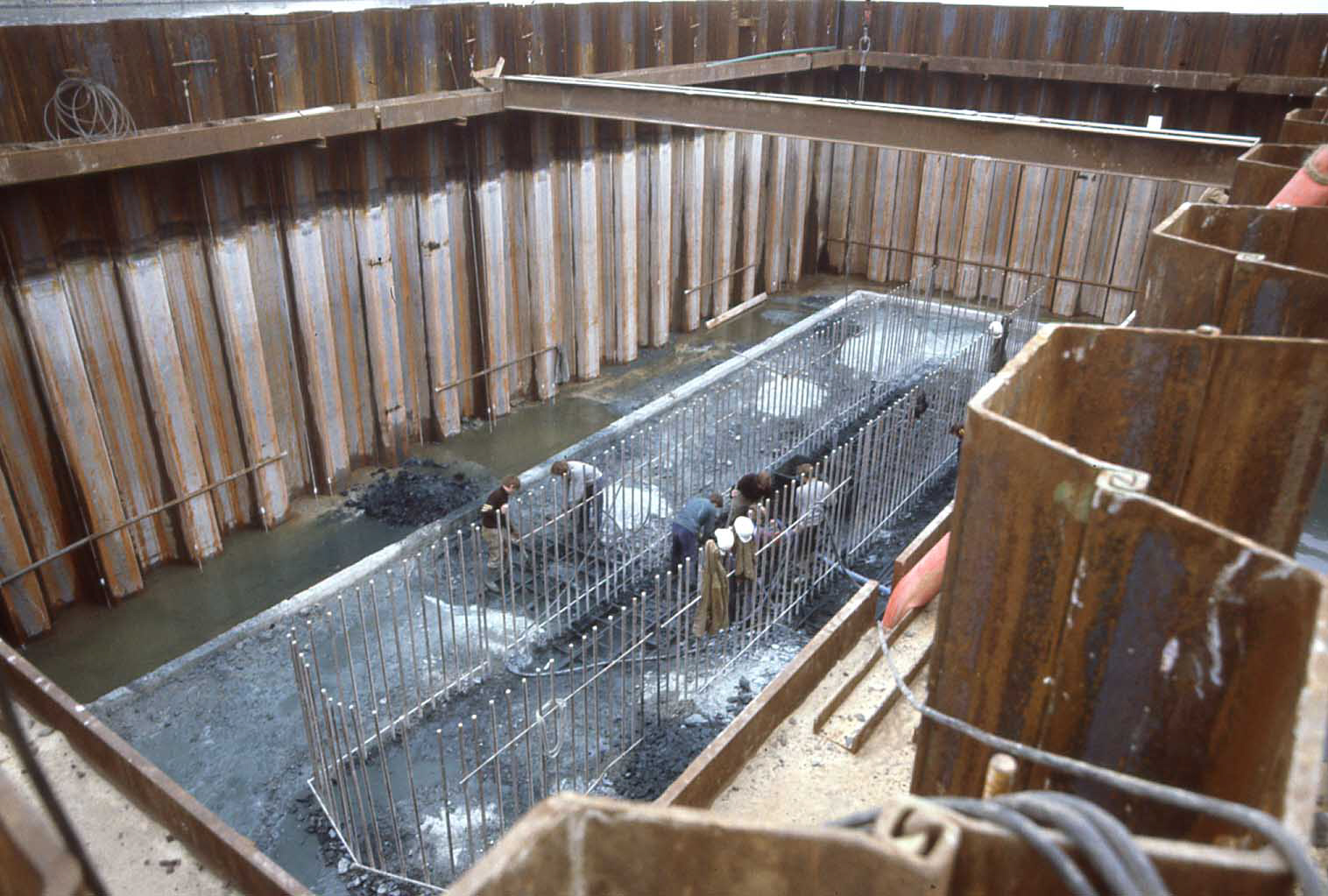
Bouw van een brugpijler, maart 1983
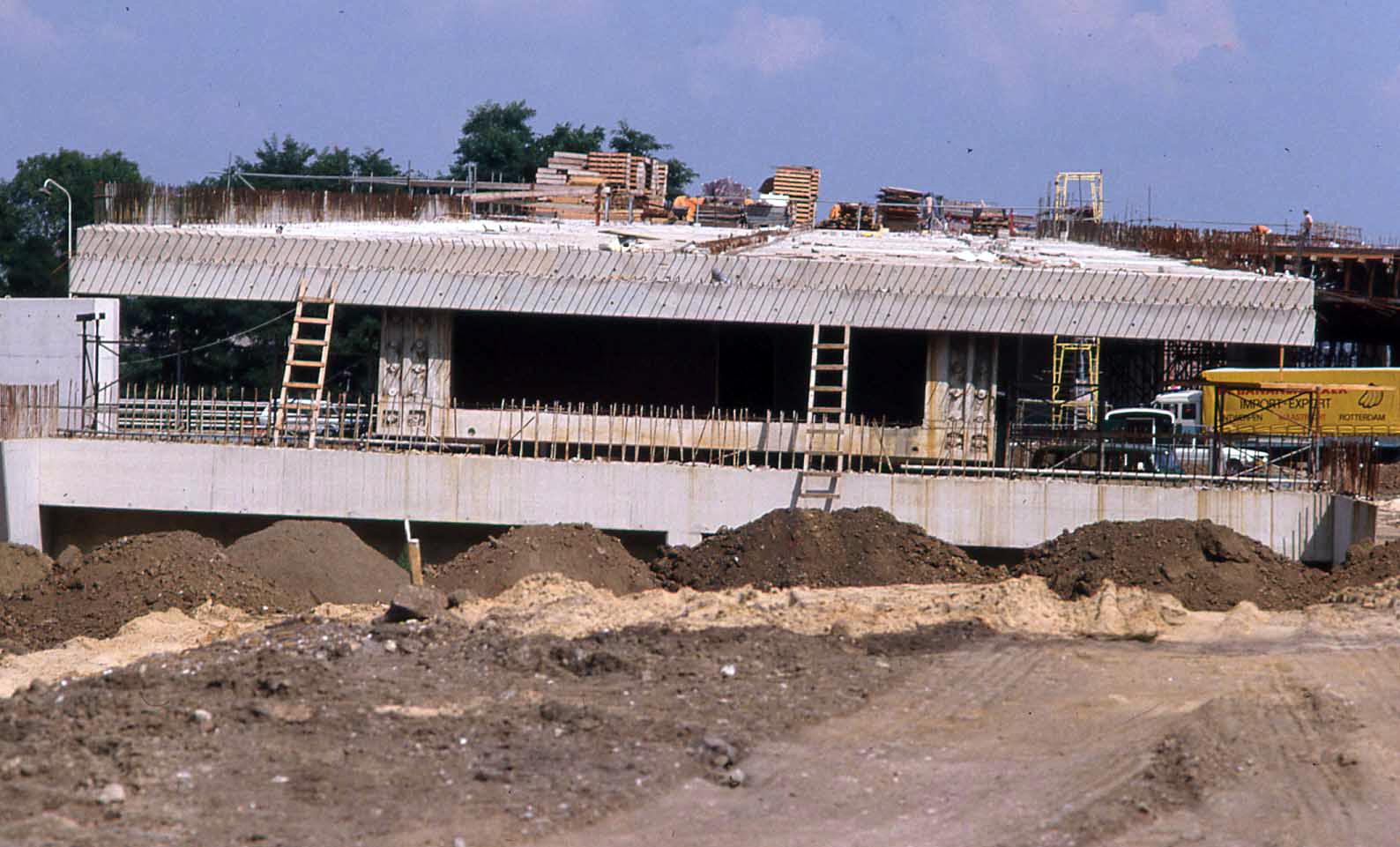
Bouw van een brugdeel, augustus 1983

### Aanpassingen Noorderbrugtracé
Met de aanleg van de Koning Willem-Alexandertunnel voor de A2 was het ook nodig om de aansluiting via de Noorderbrug over de Maas aan te pakken. Als eerste werd begonnen met het ongelijkvloers maken van de oostelijke aanlanding, de Viaductweg, die de verbinding vormt tussen de Noorderbrug en de rijksweg A2. Door de bouw van twee nieuwe viaducten over de Meerssenerweg en het gedeeltelijk afsluiten van de kruising met de Willem-Alexanderweg / Franciscus Romanusweg, kan het verkeer vanaf de brug ongehinderd doorstromen naar de A2.
In 2017 en 2018 was de brug enkele malen dicht, onder andere om een 180 meter lang nieuw brugdeel in te schuiven, waardoor de westelijke aanlanding naar het noordwesten kon opschuiven. Dit gebeurde in het kader van het Plan Belvédère. Deze ingreep was veel omvangrijker dan die op de oostelijke Maasoever, aangezien hier het circa drie kilometer lange Noorderbrugtracé in zijn geheel werd gesloopt en vervangen door een nieuwe aanlanding met aansluitende verkeerswegen. Hierdoor komt de hoofdstroom van het verkeer niet langer op de Frontensingel uit, maar wordt het in een wijde lus om het centrum heen naar de kruising Fort Willemweg / Cabergerweg geleid. Door het verkeersluwer maken van de Frontensingel hoopt men een verbinding tot stand te brengen tussen het nieuwe Sphinxkwartier en het eveneens nieuw aangelegde Frontenpark.

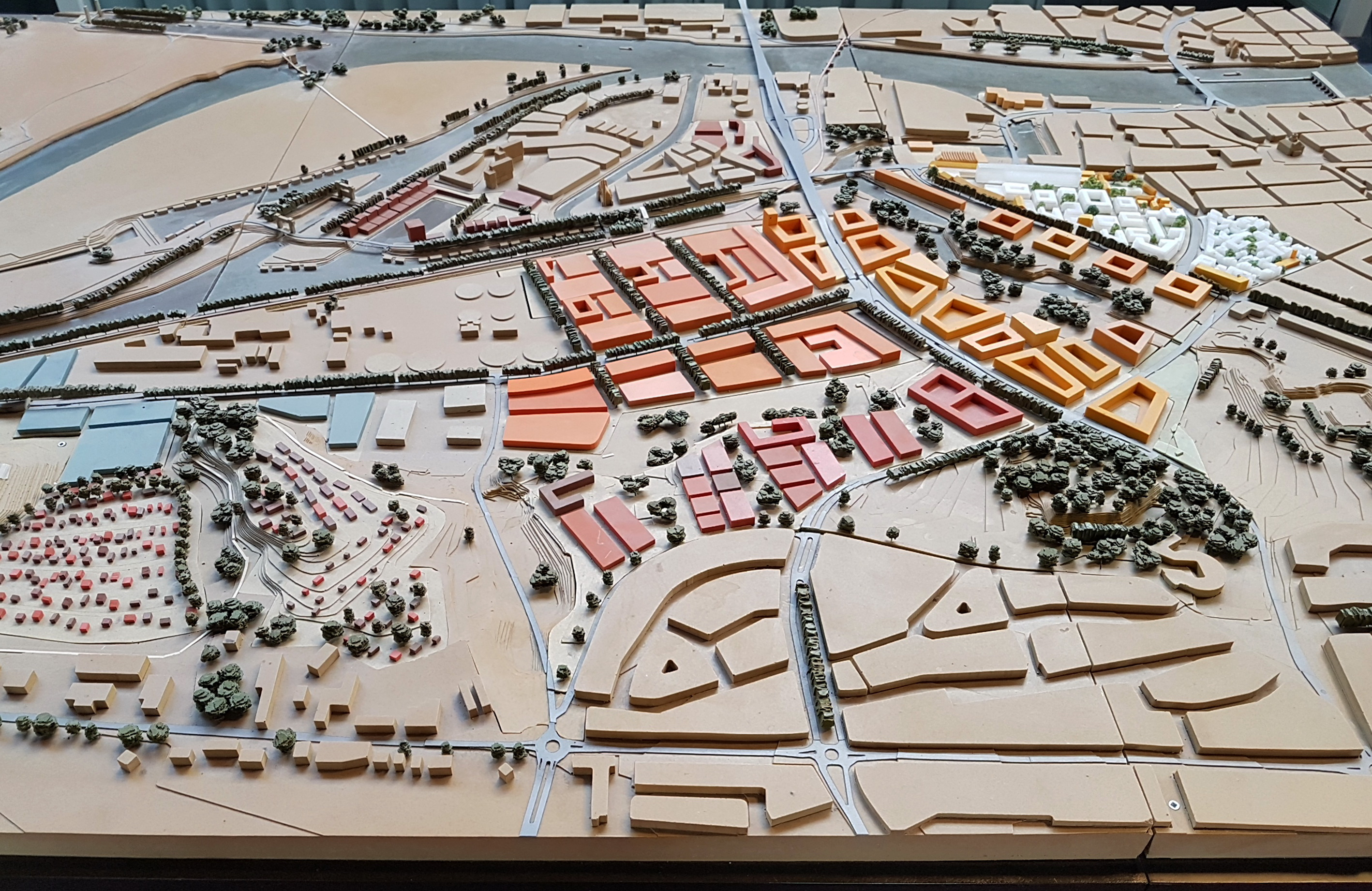
Maquette Belvédère met verlegde aanlanding, ca. 2010
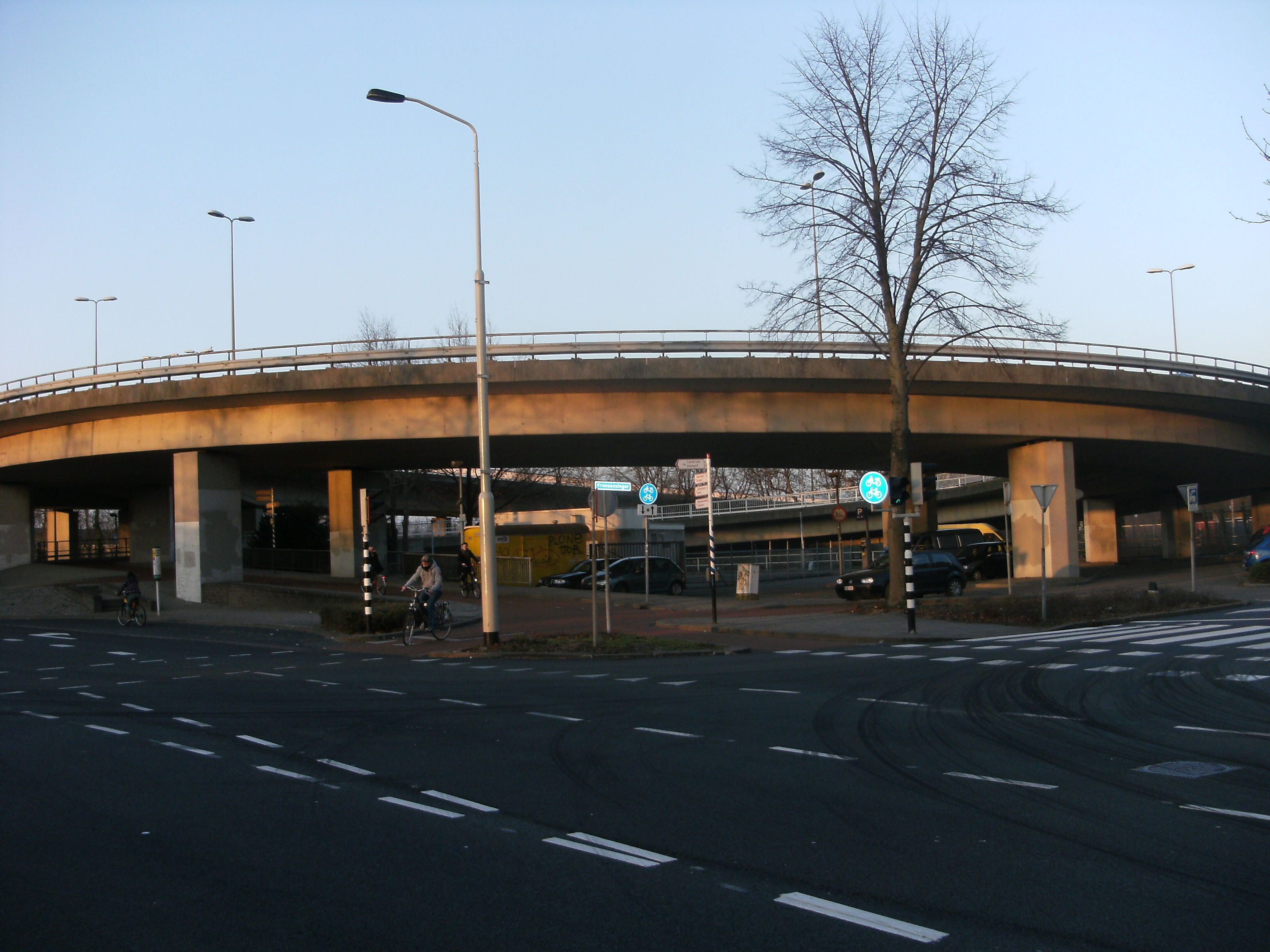
Oude 'krul' bij de Bosscherweg, 2011
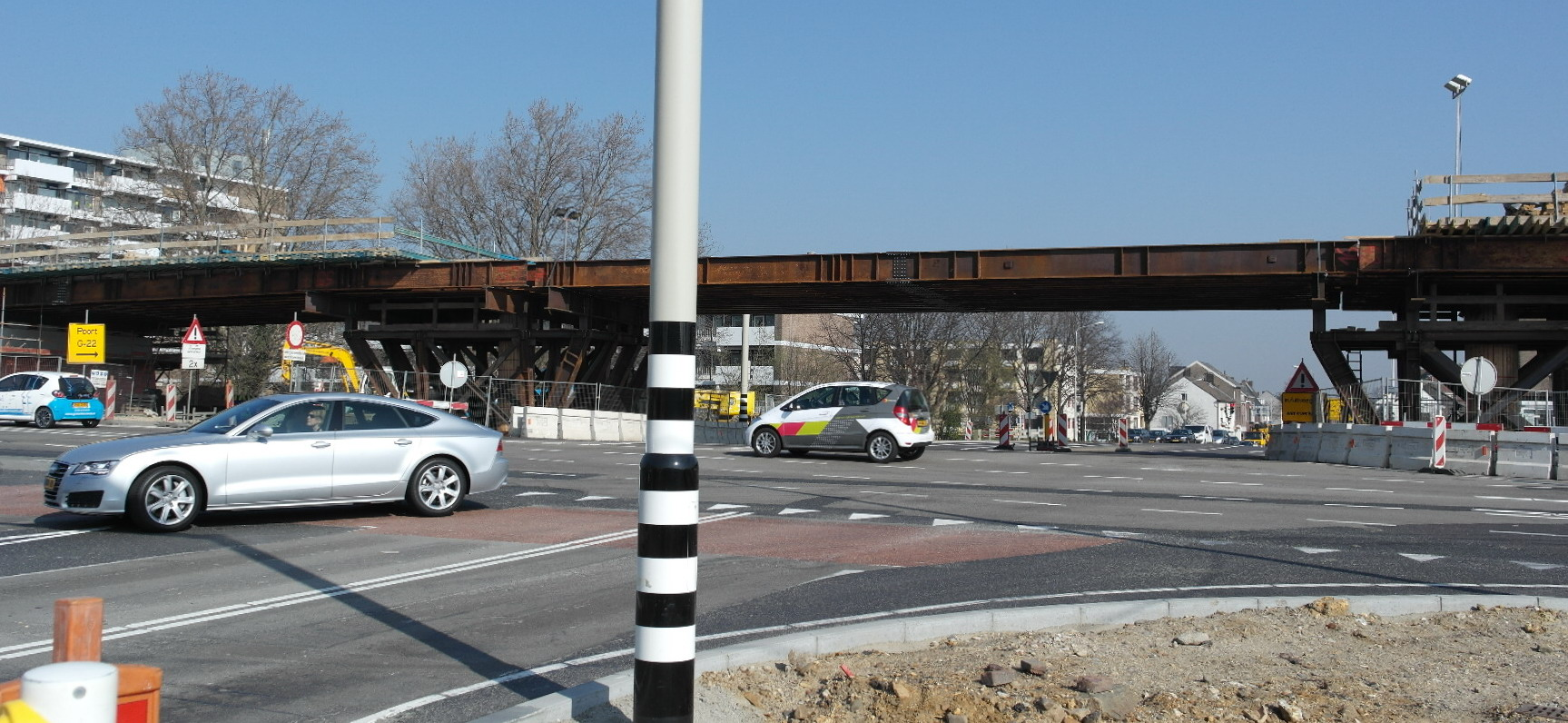
Bouw viaduct over Meerssenerweg, 2014
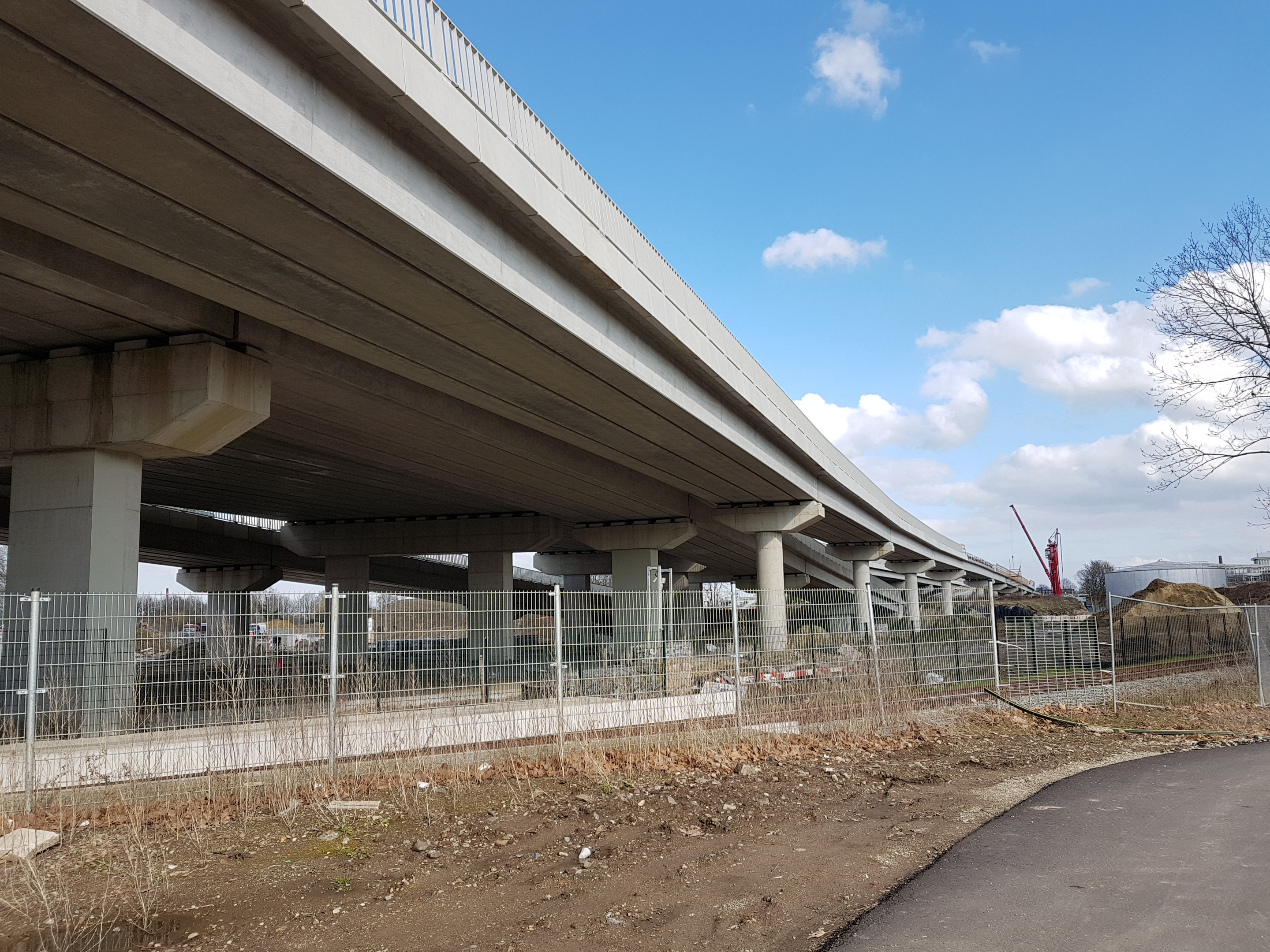
Nieuwe aanlanding bij Sappi, 2018
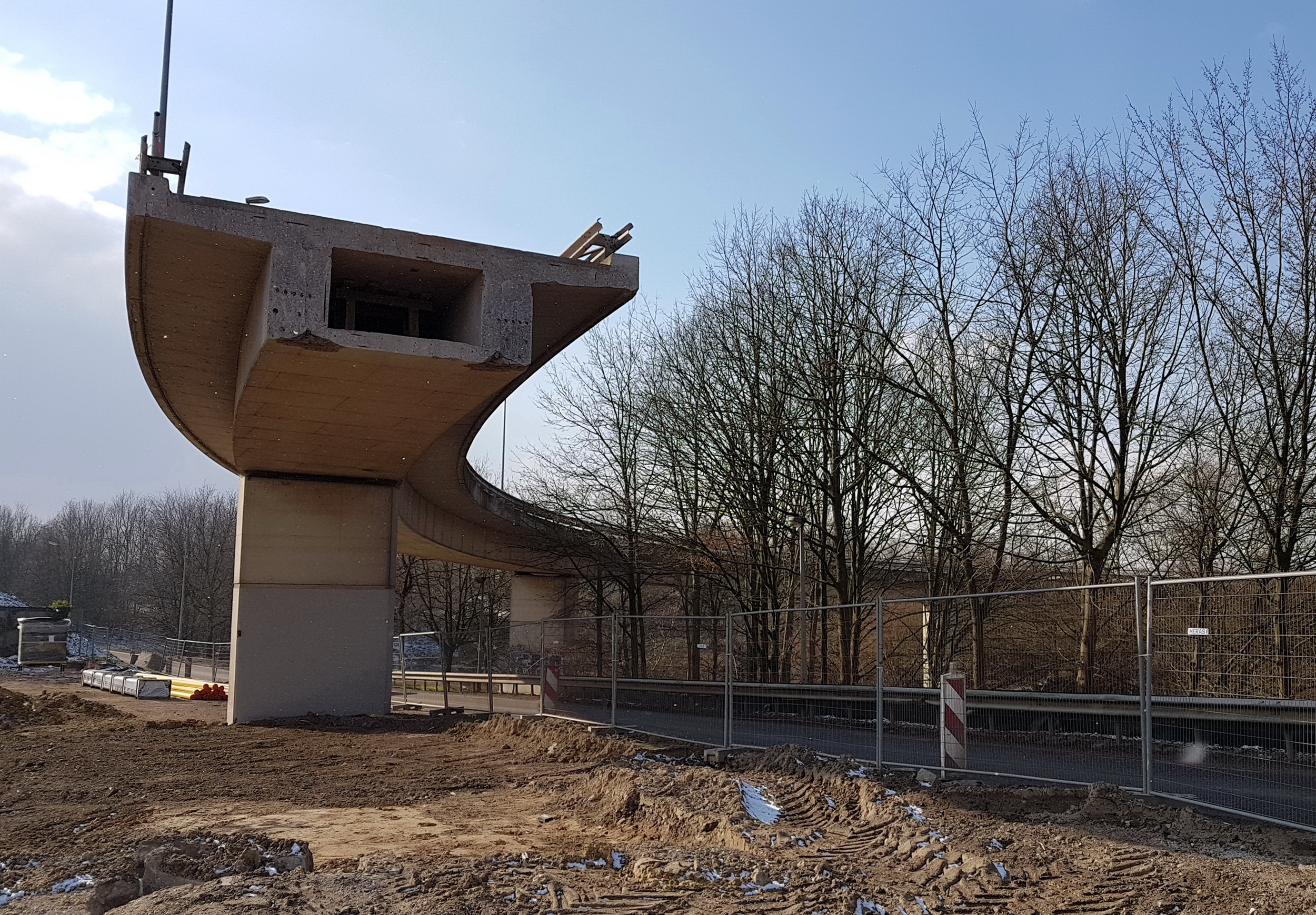
Restant van krul als 'folly' in het Frontenpark